# HMS Swiftsure (1870)
Pour les autres navires du même nom, voir HMS Swiftsure.
Le HMS Swiftsure était un cuirassé à batterie centrale construit pour la Royal Navy. Avec le HMS Triumph (1870) ils formaient la Swiftsure-class ironclad (en) construite à Jarrow par la Palmers Shipbuilding and Iron Company, en Angleterre.

## Historique
Il a été mis en service à Devonport en 1871, initialement pour des essais avec la Channel Fleet. Il s'est avéré presque imbattable en tant que performance sous voile, n'étant battu que par la frégate à coque en bois Aurora. Il assure la relève du Defence aux Dardanelles en 1872, et reste en Méditerranée jusqu'en 1878.

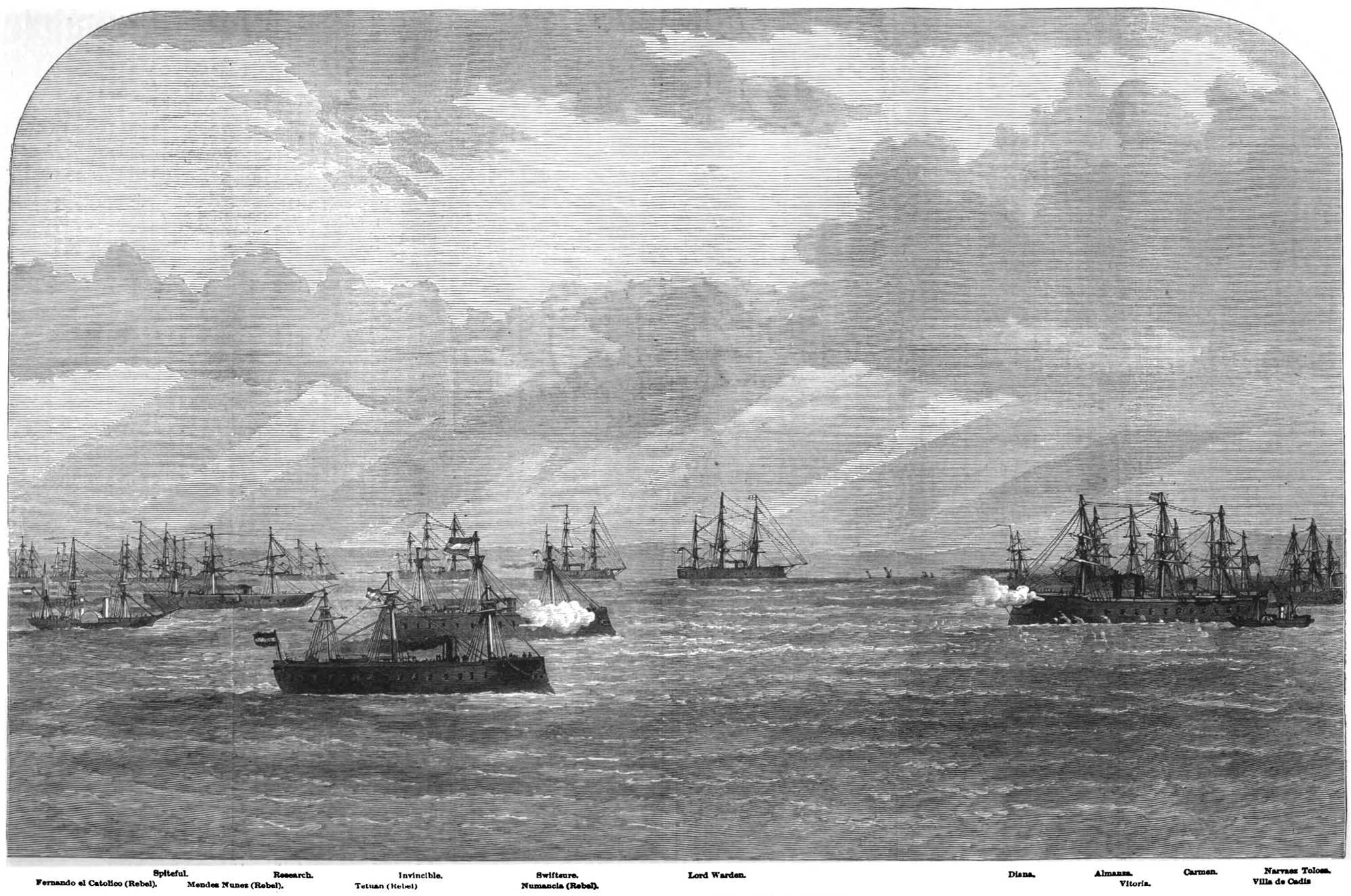
Lors de la bataille d'Escombrera

Il fut présent à Tessloniki à la suite de l'incident de Salonique. À Devonport il entre en radoub étendu pour recevoir une plate-forme de trois-mâts barque, un équipement de torpille, un armement supplémentaire de canons de 25 livres et les quartiers de l'amiral pour lui permettre de relever Triumph en tant que navire amiral de la station du Pacifique, ce qu'il a fait de 1882 à 1885. Il a reçu de nouvelles chaudières à Devonport, et a été puis tenu en réserve dans le Pacifique d'avril 1888 à octobre 1890. Il servit par la suite dans la réserve; en 1901, il devint un ponton-magasin sous le nouveau nom d'Oronte. Il a été vendu en 1908 pour démolition.
Lors des manœuvres annuelles de 1893, Swiftsure demanda à l'amiral la permission de déployer les voiles, car ses moteurs étaient insuffisants pour générer la puissance nécessaire pour produire la vitesse commandée. C'était la dernière fois qu'un cuirassé britannique étendait les voiles en voyageant en compagnie d'une flotte en mer.